# Carlos Cabral
Carlos Cabral (Lagos, 1952) é um atleta português, que se destacou na modalidade do corta-mato.

## Biografia
Nasceu na Rua da Porta Pequena (posterior Rua dos Ferreiros), na cidade de Lagos, em 1952. Fez os estudos na escola primária do Bairro Operário e depois na Escola Industrial e Comercial Gil Eanes, onde terminou o curso de carpinteiro-marceneiro.
Iniciou a sua carreira como atleta durante a juventude, ainda durante o período da ditadura militar, tendo participado nas provas de corta-mato organizadas pela Mocidade Portuguesa. Na época de 1965 para 1966, concorreu no campeonato concelhio de corta-mato, tendo-se apurado para o campeonato distrital e finalmente o nacional, onde ficou em sexta posição. Na temporada de 1966 para 1967, ficou no quarto lugar no campeonato nacional, e na época seguinte em terceiro lugar, tendo esta sido a última vez que participou nos eventos de corta-mato da Mocidade Portuguesa. Entre 1968 e 1969, já em representação do clube Esperança de Lagos, concorreu no Campeonato de Portugal de Juvenis em Corta-Mato, onde foi campeão nacional. Além de corta-mato, também jogou como guarda-redes na equipa de futebol do Esperança de Lagos, quando esta ganhou o campeonato regional.
Participou depois nos Campeonatos Nacionais de Juvenis, no Estádio José Alvalade, em Lisboa, onde obteve um grande sucesso, tendo estabelecidos novos recordes nacionais nas provas de triplo salto e de 1500 metros. Esta prestação deu um grande impulso à sua carreira, tendo em 1969 assinado com o Sporting Clube de Portugal, no qual esteve integrado durante cerca de dez anos. Treinou sob o professor Moniz Pereira, ao mesmo tempo que laborava como desenhador para a Direcção-Geral das Construções Escolares. Em 1973 participou pela primeira vez num evento noutro continente, quando representou a metrópole num encontro internacional em Luanda, na então colónia de Angola. Continuou a concorrer em várias competições de corta-mato a nível nacional e internacional, onde formou equipa com outros grandes names do atletismo nacional, como Carlos Lopes, Fernando Mamede e Aniceto Simões. Ao mesmo tempo, também iniciou uma empresa de venda de artigos desportivos em Lisboa, com grande sucesso.
Em 1979 regressou a Lagos e ao Clube Esperança, onde iniciou uma nova fase no seu percurso profissional, acumulando a posição de atleta com a de organizador. Com efeito, durante vários anos foi responsável pela coordenação da Prova de Atletismo 1.º de Maio, que era realizada na Avenida dos Descobrimentos, em Lagos. Simultaneamente, também trabalhou como desenhista para a Câmara Municipal de Lagos até à sua reforma, em 2010. Além do atletismo, também enveredou pelo ciclismo, já nos finais da sua carreira desportiva, tendo participado em dois eventos da Volta ao Algarve, como reprresentante  da União Desportiva Sambrazense, de São Brás de Alportel, e do Clube Desportivo de Lagoa. Em 1992 voltou a ingressar no Sporting, desta vez como veterano, tendo alcançado o título de campeão europeu na Noruega e na Grécia, e participado com sucesso na competição mundial no Japão.
Em 28 de Outubro de 2023 lançou a sua autobiografia Carlos Cabral – 50 anos de glórias desportivas – Pernas para que vos quero, no auditório do edifício dos Paços do Concelho de Lagos.
Recebeu as medalhas de prata e ouro de Mérito Municipal de Lagos, e o seu nome foi colocado na pista de atletismo do Estádio Municipal, inaugurada em 2005. Em 2015 foi organizada uma exposição no Estádio Municipal, onde mostrou o conjunto de prémios e troféus que ganhou ao longo da sua carreira.